# 矢崎拓也
矢崎 拓也（やさき たくや、本名・旧登録名：加藤 拓也（かとう たくや）、1994年12月31日 - ）は、東京都中野区出身のプロ野球選手（投手）。右投右打。東京ヤクルトスワローズ所属。
元々は「加藤 拓也」で登録していたが、2018年に結婚して改姓したのちに、2019年シーズンから登録名を「矢崎 拓也」としている（詳細後述）。

## 経歴

### プロ入り前
中野区立鷺宮小学校の2年時に、白鷺ヘロンズで軟式野球を始める、小学4年時から6年時まではリトルリーグの東京中野リトル、中野区立第八中学校在学中はシニアリーグの杉並シニアに所属していた。杉並シニアまでのポジションは捕手で、堀井翼（格闘家）とバッテリーを組んでいたほか、杉並シニア時代には堀井と揃ってシニアリーグの東京選抜チームへ招集されていた。
慶應義塾高等学校1年時の秋から投手へ転向すると、3年時の春からエースの座を確保。3年時夏の全国高等学校野球選手権神奈川大会ではチームを準々決勝にまで導いたものの、春夏とも甲子園球場での全国大会に届かなかった。
慶應義塾大学へ進学すると、1年時の春に東京六大学野球のリーグ戦へデビュー。秋季のリーグ戦で球速が150km/hにまで達したほか、2年時の春季リーグ戦では4勝を挙げてチームの優勝に貢献した。4年時の秋季リーグ戦では、宮台康平と喜入友浩がバッテリーを組んでいた東京大学を相手にノーヒットノーランを達成している。在学中のリーグ戦では、先発やクローザーを経験しながら、通算で24勝（12敗）と309奪三振を記録。最優秀防御率のタイトルを2度獲得しているほか、4年時（2016年）の11月5日に明治神宮野球場で開催された明治神宮外苑創建90年記念奉納試合では、東京六大学野球選抜チームの一員として東京ヤクルトスワローズの打線と対戦した。
2016年のNPBドラフト会議で、田中正義・佐々木千隼を抽選を外した広島東洋カープから1巡目指名された。契約金1億円＋出来高払い5000万円、年俸1500万円（いずれも推定で当時の上限額）という条件で入団した。入団当初の背番号は13で、登録名は当時の本名だった「加藤 拓也」（かとう たくや）。担当スカウトは苑田聡彦。
現在現役ドラフトでヤクルトに移籍

### 広島時代

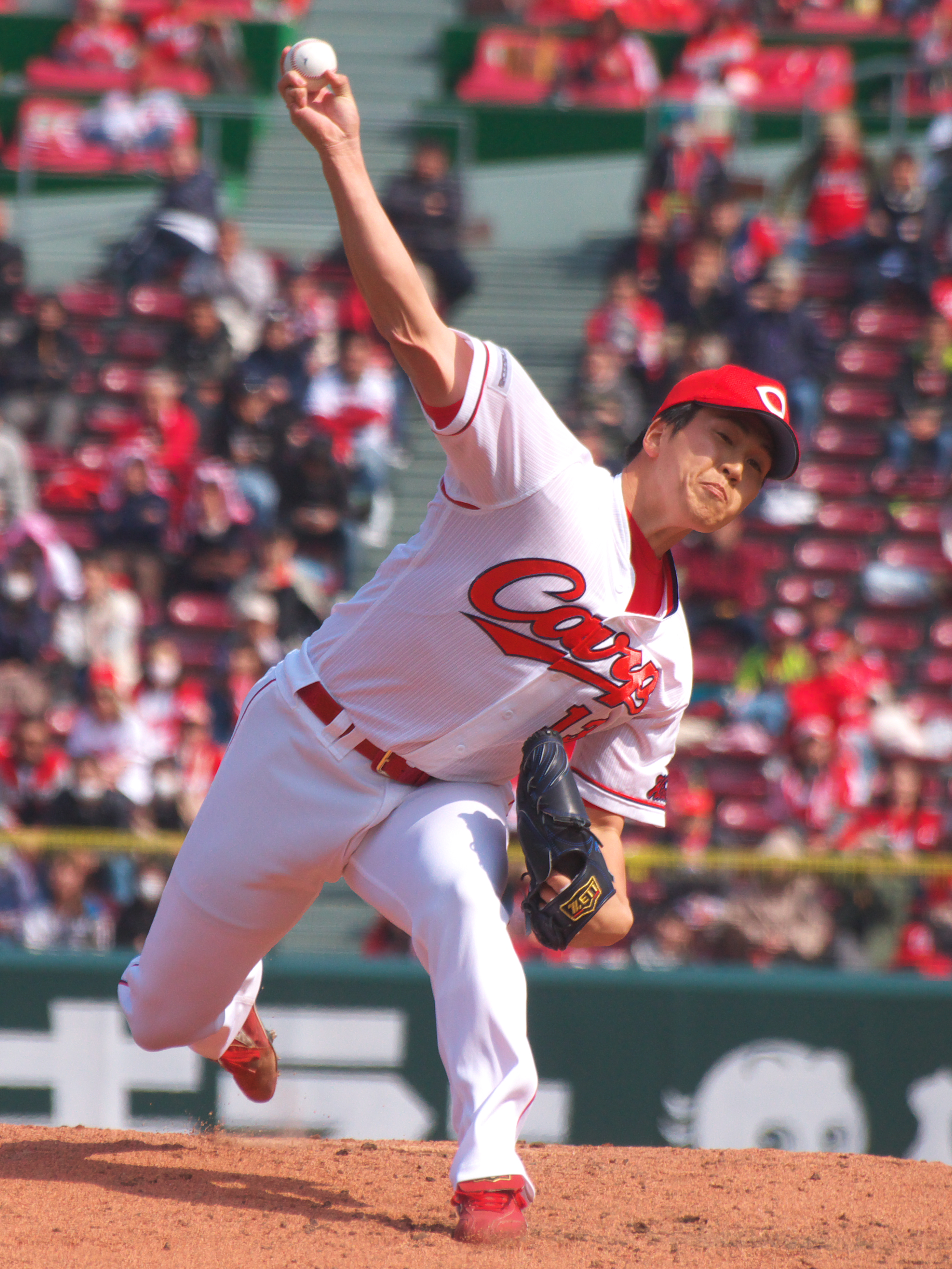
広島時代
（2019年3月12日 マツダスタジアム）

2017年は、レギュラーシーズン開幕直後の4月7日に、マツダスタジアムの対ヤクルト戦で先発投手として一軍公式戦にデビュー。9回表の一死までヤクルト打線を無安打無得点に抑えていたが、連打で1点を取られて降板したものの、8回1/3を2安打1失点で一軍公式戦での初勝利を挙げた。一軍公式戦には7試合へ登板したが、白星が付いたのはデビュー戦だけで、2試合目以降は3連敗でシーズンを終えた。
2018年は、レギュラーシーズンが開幕する直前の3月に、一般女性と結婚。シーズン中は一軍登板はなかった。12月14日、登録名を「矢崎 拓也」（やさき たくや）へ変更した。
2019年には、一軍公式戦5試合に登板したものの、勝敗は付かなかった。
2020年は、二軍のウエスタン・リーグ公式戦で8試合に登板。通算で1勝0敗ながら、防御率は2.33で、奪三振数（33）が投球回数（27）を上回っていた。一軍公式戦では6試合に登板したが、防御率9.39と振るわず、シーズン終了後に背番号を41に変更。
2021年は、ウエスタン・リーグ公式戦14試合の登板で2勝を挙げたほか、前年に続いて2点台の防御率を記録。しかし一軍公式戦では4試合に登板しただけで、防御率は11.57に達した。
2022年は、オープン戦の途中から一軍へ合流し、中継ぎ要員として入団後初めての開幕一軍入りを果たした。3月29日の対阪神戦（マツダスタジアム）で、1点ビハインドの9回表に登板。このイニングを無失点で凌ぐと、その裏にチームがサヨナラ勝利を収めたことによって、一軍公式戦では自身5年ぶりの白星を手にした。この年はシーズンの途中からセットアッパーを任されるほど好調で、一軍公式戦には入団後最多の47試合に登板。先発登板の機会こそなかったものの、2勝0敗1セーブ、17ホールド、防御率1.82という好成績を残した。シーズン終了後の契約交渉では、入団後初めて球団から年俸の増額提示を受けた末に、推定年俸2800万円（前年から2000万円増）という条件で契約を更改した。
2023年は、春季キャンプ中に左脇腹を痛めて離脱。開幕一軍を逃したが、4月21日に一軍に昇格。4月末に栗林良吏が離脱すると、クローザーを任された。最終的に54試合に登板し、4勝2敗10ホールド、チーム最多の24セーブ、防御率2.81を記録。12月5日、2800万円増となる推定年俸5600万円で契約を更改した。
2024年は開幕直後は良い投球を見せた。6月9日の対千葉ロッテマリーンズ戦では1-0、一死一塁の場面で登板したが、連続四球後に岡大海に犠飛を打たれ同点を許す。6月28日のヤクルト戦では9回に登板。1イニングを無失点に抑え、その裏にチームがサヨナラ勝ちを収めたため、同年初勝利となった。しかしその後も不安定な投球が続き、7月21日の阪神戦（甲子園）では6回に登板するも大山悠輔に2点本塁打を打たれるなど1イニングで6失点と大炎上。翌日に登録を抹消されると、その後は一軍再昇格を果たせないままシーズンを終えた。最終的に前年を大きく下回る26試合の登板に終わり、1勝1敗10ホールド、防御率3.60という成績だった。オフに、800万円減の推定年俸4800万円で契約更改した。

### ヤクルト時代
2024年12月9日に行われた現役ドラフトにて、東京ヤクルトスワローズへの移籍が発表された。背番号は引き続き41となった。

## 選手としての特徴
救援もこなせる力投型の右投手で、慶応大学時代にストレートで最速153km/hを記録。ノーラン・ライアン（長年にわたってメジャーリーグで活躍した右投手）のように左足を高く上げる投球フォームと、フォークボールの落差が大きいことが特徴で、投球にはスライダー も適宜織り交ぜている。

## 人物
趣味は読書。3歳で本を与えられ、6歳で理解するよう教えられた。実用書を中心にひと月5冊は読書する。小説よりは自己啓発書、量子力学の書を好む。また、2020年より島津清彦に師事し座禅を習慣としている。
矢沢永吉のファンであり、「止まらないHa〜Ha」を自身の登場曲としている。新幹線やバスで眠りたいときに寝付けない体質であるため、気分転換やリラックスしたい時は、波の音を聴いている。

### 登録名について
元々は本名だった「加藤」姓で広島へ入団。2018年の結婚で改姓したのちに、翌2019年シーズンから登録名も「矢崎」姓に変更した。その後2022年1月に離婚したため2023年4月時点で本名も加藤姓に戻っているが、登録名では矢崎姓の使用を続けている。
本人は2023年の春季キャンプ中に、このような事情を自身の意向で初めて公表。理由については「悪いことでもないのに（離婚の事実が）自分以外のところから変な形で伝わるぐらいなら、『矢崎』を使い続けることによって（世間における離婚の）イメージが変わるようになった方が良い」ためとしている。

## 詳細情報

### 年度別投手成績
| 年 度     | 球 団     | 登 板 | 先 発 | 完 投 | 完 封 | 無 四 球 | 勝 利 | 敗 戦 | セ 丨 ブ | ホ 丨 ル ド | 勝 率 | 打 者 | 投 球 回 | 被 安 打 | 被 本 塁 打 | 与 四 球 | 敬 遠 | 与 死 球 | 奪 三 振 | 暴 投 | ボ 丨 ク | 失 点 | 自 責 点 | 防 御 率 | W H I P |
| --------- | --------- | ----- | ----- | ----- | ----- | -------- | ----- | ----- | -------- | ----------- | ----- | ----- | -------- | -------- | ----------- | -------- | ----- | -------- | -------- | ----- | -------- | ----- | -------- | -------- | ------- |
| 2017      | 広島      | 7     | 5     | 0     | 0     | 0        | 1     | 3     | 0        | 0           | .250  | 136   | 29.1     | 20       | 2           | 31       | 0     | 1        | 28       | 3     | 0        | 14    | 14       | 4.30     | 1.74    |
| 2019      | 広島      | 5     | 0     | 0     | 0     | 0        | 0     | 0     | 0        | 0           | ----  | 40    | 8.0      | 10       | 2           | 6        | 0     | 0        | 11       | 0     | 0        | 5     | 5        | 5.63     | 2.00    |
| 2020      | 広島      | 6     | 0     | 0     | 0     | 0        | 0     | 0     | 0        | 0           | ----  | 39    | 7.2      | 11       | 3           | 5        | 0     | 1        | 10       | 2     | 0        | 9     | 8        | 9.39     | 2.09    |
| 2021      | 広島      | 4     | 1     | 0     | 0     | 0        | 0     | 0     | 0        | 0           | ----  | 34    | 7.0      | 7        | 1           | 7        | 0     | 0        | 6        | 0     | 0        | 9     | 9        | 11.57    | 2.00    |
| 2022      | 広島      | 47    | 0     | 0     | 0     | 0        | 2     | 0     | 1        | 17          | 1.000 | 204   | 49.1     | 35       | 2           | 25       | 1     | 0        | 51       | 2     | 0        | 12    | 10       | 1.82     | 1.22    |
| 2023      | 広島      | 54    | 0     | 0     | 0     | 0        | 4     | 2     | 24       | 10          | .667  | 221   | 51.1     | 48       | 5           | 24       | 5     | 0        | 38       | 0     | 0        | 17    | 16       | 2.81     | 1.40    |
| 2024      | 広島      | 26    | 0     | 0     | 0     | 0        | 1     | 1     | 0        | 10          | .500  | 108   | 25.0     | 22       | 2           | 13       | 0     | 1        | 17       | 0     | 0        | 10    | 10       | 3.60     | 1.40    |
| 通算：7年 | 通算：7年 | 149   | 6     | 0     | 0     | 0        | 8     | 6     | 25       | 37          | .571  | 782   | 177.2    | 153      | 17          | 111      | 6     | 3        | 161      | 7     | 0        | 76    | 72       | 3.65     | 1.49    |

- 2024年度シーズン終了時

### 年度別守備成績
| 年 度 | 球 団 | 投手  | 投手  | 投手  | 投手  | 投手  | 投手     |
| 年 度 | 球 団 | 試 合 | 刺 殺 | 補 殺 | 失 策 | 併 殺 | 守 備 率 |
| ----- | ----- | ----- | ----- | ----- | ----- | ----- | -------- |
| 2017  | 広島  | 7     | 0     | 6     | 0     | 1     | 1.000    |
| 2019  | 広島  | 5     | 0     | 0     | 0     | 0     | ----     |
| 2020  | 広島  | 6     | 0     | 0     | 0     | 0     | ----     |
| 2021  | 広島  | 4     | 1     | 0     | 0     | 0     | 1.000    |
| 2022  | 広島  | 47    | 1     | 6     | 1     | 0     | .875     |
| 2023  | 広島  | 54    | 5     | 7     | 0     | 0     | 1.000    |
| 2024  | 広島  | 26    | 0     | 2     | 0     | 0     | 1.000    |
| 通算  | 通算  | 149   | 7     | 21    | 1     | 1     | .966     |

- 2024年度シーズン終了時

### 記録
初記録
投手記録
- 初登板・初先発登板・初勝利・初先発勝利：2017年4月7日、対東京ヤクルトスワローズ1回戦（MAZDA Zoom-Zoom スタジアム広島）、8回1/3を1失点7奪三振
- 初奪三振：同上、1回表に山田哲人から空振り三振
- 初ホールド：2022年5月15日、対東京ヤクルトスワローズ6回戦（MAZDA Zoom-Zoom スタジアム広島）、7回表に3番手で救援登板、1回無失点
- 初セーブ：2022年6月26日、対横浜DeNAベイスターズ12回戦（横浜スタジアム）、12回裏に6番手で救援登板・完了、1回無失点

打撃記録
- 初打席：2017年4月7日、対東京ヤクルトスワローズ1回戦（MAZDA Zoom-Zoom スタジアム広島）、2回裏に石川雅規から四球

### 背番号
- 13（2017年 - 2020年）
- 41（2021年 - ）

### 登録名
- 加藤 拓也（かとう たくや、2017年 - 2018年）
- 矢崎 拓也（やさき たくや、2019年 - ）